# Champfromier
Champfromier es una comuna francesa situada en el departamento de Ain, de la región de Auvernia-Ródano-Alpes.

## Geografía
Limítrofe con el departamento de Jura. De sus 3214 hectáreas, 1300 son de bosques.

## Historia
En 1891 se descubrió un cementerio burgundio, por lo que se sabe de la existencia de una comunidad burgundia en Champfromier hacia 450. El primer documento escrito en el que aparece es de 930 y es un acta por la que el Condado de Ginebra cede el territorio al monasterio de Nantua.

## Demografía
| 517 | 428 | 326 | 332 | 440 | 593 | 613 | 676 | 713 |
| Para los censos de 1962 a 1999 la población legal corresponde a la población sin duplicidades (Fuente: INSEE [Consultar]) |     |     |     |     |     |     |     |     |

## Economía
La población es sede del proveedor del automóvil MGI Coutier.